# Elsy Rivas
Elsy Rivas, född 7 maj 1949, är en friidrottare från Colombia. Hon deltog vid olympiska sommarspelen 1972.